# Pomnik Kindertransportów
Pomnik Kindertransportów – współczesny pomnik w Śródmieściu Gdańska, przy dworcu kolejowym Gdańsk Główny, upamiętniający uczestników kindertransportów dzieci żydowskich z Gdańska do Londynu w przededniu wybuchu II wojny światowej. W okresie wrzesień 2019 – czerwiec 2023 pomnik był zdemontowany, aby zapobiec uszkodzeniu go w czasie remontu generalnego dworca.
Pomnik przedstawia pięcioro dzieci (trzy dziewczynki i dwóch chłopców) w różnym wieku z walizkami i tornistrami oczekujących na peronie na przyjazd pociągu.

## Kontekst historyczny
Z Wolnego Miasta Gdańska, w wyniku niemieckiego antysemityzmu, w okresie od 3 maja do 25 sierpnia 1939 wyruszyły koleją cztery transporty dzieci żydowskich, których rodzice nie mogli opuścić zdominowanego przez Niemców miasta. Dzięki zorganizowaniu wyjazdów przez społeczność żydowską i przyjęciu dzieci przez rodziny brytyjskie, 130 małych gdańszczan uniknęło zgładzenia przez Niemców. Projektant pomnika, izraelski rzeźbiarz Frank Meisler urodził się w Gdańsku w 1929 i jako dziesięcioletnie dziecko został uratowany w jednym z kindertransportów, a jego rodzice wkrótce zginęli z rąk hitlerowców.
Pomnik ustawiony jest przy ul. Podwale Grodzkie, przed dworcem Gdańsk Główny, z którego odjeżdżały dzieci. Drugi pomnik z serii znajduje się w Berlinie, który był stacją tranzytową w tej podróży, trzeci pomnik tego samego autora odsłonięto w 2005 na londyńskim dworcu Liverpool Street Station, gdzie ich podróż się kończyła.
Pomnik został odsłonięty 6 maja 2009 – siedemdziesiąt lat od rozpoczęcia wydarzenia – w obecności kilku żyjących uczestników kindertransportów, wśród których znalazł się również artysta Frank Meisler.